# Delias bornemanni
Delias bornemanni is een vlindersoort uit de familie van de Pieridae (witjes), onderfamilie Pierinae.
Delias bornemanni werd in 1900 beschreven door Ribbe.